# ダイハツ町
ダイハツ町（ダイハツちょう）は、大阪府池田市にある地名である。丁目のない単独町名である。郵便番号は 563-0044 である。当地域の人口は、2022年12月末時点で2世帯3人である（池田市市民活力部総合窓口課の資料による）。面積は、2022年3月末時点で 0.278 平方キロメートルである（池田市総務部総務課の資料による）。

## 地理
池田市の南西部に位置する。北は、神田三丁目と接しており、東は、豊島北一丁目と接している。南は、豊島南二丁目および兵庫県伊丹市下河原と接しており、西は、猪名川を隔てて川西市東久代と接している。当地域は、池田市立神田小学校および池田市立北豊島中学校の校区に含まれる。
当地域は、大部分が自動車メーカー、ダイハツ工業の本社および工場によって占められている。当地域の中央部分に江原川が流れている。当地域の西部には、阪神高速11号池田線および府道伊丹池田線が通っている。施設には、池田市下水処理場がある。

## 歴史
神田町1番地（現在のダイハツ町1番1号）の畑作・水田地帯が開発され、1961年（昭和36年）にダイハツ工業の池田第2工場（現在の本社〈池田〉第2工場）が完成され、操業が開始される。1965年（昭和40年）3月には大阪市大淀区大淀町中一丁目（現在の北区大淀中一丁目）よりダイハツ工業本社が神田町へ移転。翌1966年（昭和41年）12月1日、神田町および北今在家町の一部が、ダイハツ町に変更される。「ダイハツ町」の地名は、ダイハツ工業に由来する。
1967年（昭和42年）、下水終末処理場が神田浄園に完成される。1976年（昭和51年）、一部が豊島北一丁目に編入される。2007年（平成19年）5月7日、ダイハツ工業の創立100周年を記念する事業の一環として、自動車に関する史料を展示する施設、ヒューモビリティワールドが同社の本社敷地内に開館される。2015年（平成27年）1月19日、ヒューモビリティワールドがリニューアルして開館される。